# Changsha Jingcen
Changsha Jingcen (chiń. 長沙景岑, pinyin Chángshā Jǐngcén; kor. 장사경잠 Changsa Kyŏngjam; jap. Chōsha Keijin; wiet.Trường Sa Cảnh Sầm; ur. ok. 788, zm. 868) – chiński mistrz chan ze szkoły hongzhou.

## Życiorys
Był uczniem mistrza chan Nanquana Puyuana (748–835) i bratem w Dharmie Zhaozhou Congshena. Po otrzymaniu przekazu Dharmy przebywał w klasztorze Lushan w Changsha.
Był wybitnie inteligentnym mistrzem o agresywnym stylu nauczania i zyskał sobie z tego powodu przydomek Cen Dachong – Cen Tygrys. Był także znanym poetą i wiele fragmentów jego utworów znalazło się w niektórych gong’anach.
W Biyan lu związany jest z nim gong’an 36, a w Zapiskach Wielkiego Spokoju przypadek 79.
Pozostawił po sobie dwóch oświeconych uczniów.

## Linia przekazu Dharmy zen
Pierwsza liczba oznacza kolejność pokoleń mistrzów od 1 Patriarchy indyjskiego Mahakaśjapy.
Druga liczba oznacza kolejność pokoleń od 28/1 Bodhidharmy, 28 Patriarchy Indii i 1 Patriarchy Chin.
- 35/8. Mazu Daoyi (709–788) szkoła hongzhou
  - 36/9. Nanquan Puyuan (748–835)
    - 37/10. Changsha Jingcen (788?-868)
      - 38/11. Muzhen Tulang (bd)
      - 38/11. Guoqing Duanfeng (bd)